# Hugo Reinhold
Hugo Reinhold   (Viena, 3 de març de 1854 - Viena, 4 de setembre de 1935) fou un compositor i pianista austríac.
Infant de cor de la Capella Imperial, després fou deixeble d'Anton Bruckner, Felix Otto Dessoff i Julius Epstein en el Conservatori de la capital austríaca, entitat en la que més tard en fou nomenat professor de piano.
Va publicar diferents composicions per a piano, preludi, minuet i fuga per orquestra, un quartet per a instruments d'arc, una suite per a piano i instrument de corda, una sonata per a violí, lieder, etc.